# Jeune Italienne accoudée
Jeune Italienne accoudée est un tableau réalisé par le peintre français Paul Cézanne vers 1895-1900. Cette huile sur toile est le portrait d'une jeune femme reposant sa tête sur sa main au-dessus d'une table. L'œuvre fait partie depuis 1999 des collections du J. Paul Getty Museum de Los Angeles, aux États-Unis.